# Голышев, Павел Сергеевич
Па́вел Серге́евич Го́лышев (7 июля 1987, Москва, СССР) — российский футболист клуба «Росич». Выступает на позициях полузащитника и нападающего. Младший брат Дмитрия Голышева.

## Карьера

### Клубная
К основному составу футбольного клуба «Москва» Голышева стал привлекать Леонид Слуцкий, который в 2005 году возглавил основную команду «Москвы» после работы с дублем. В чемпионате России Голышев дебютировал 6 ноября 2005 года в матче с «Шинником», выйдя на замену на 90-й минуте. Первый матч в стартовом составе «Москвы» провел с «Химками» в 2007 году. За годы в составе «горожан» не смог завоевать место в стартовом составе команды. Причиной этого некоторыми называлась недостаточная работоспособность футболиста на тренировках.

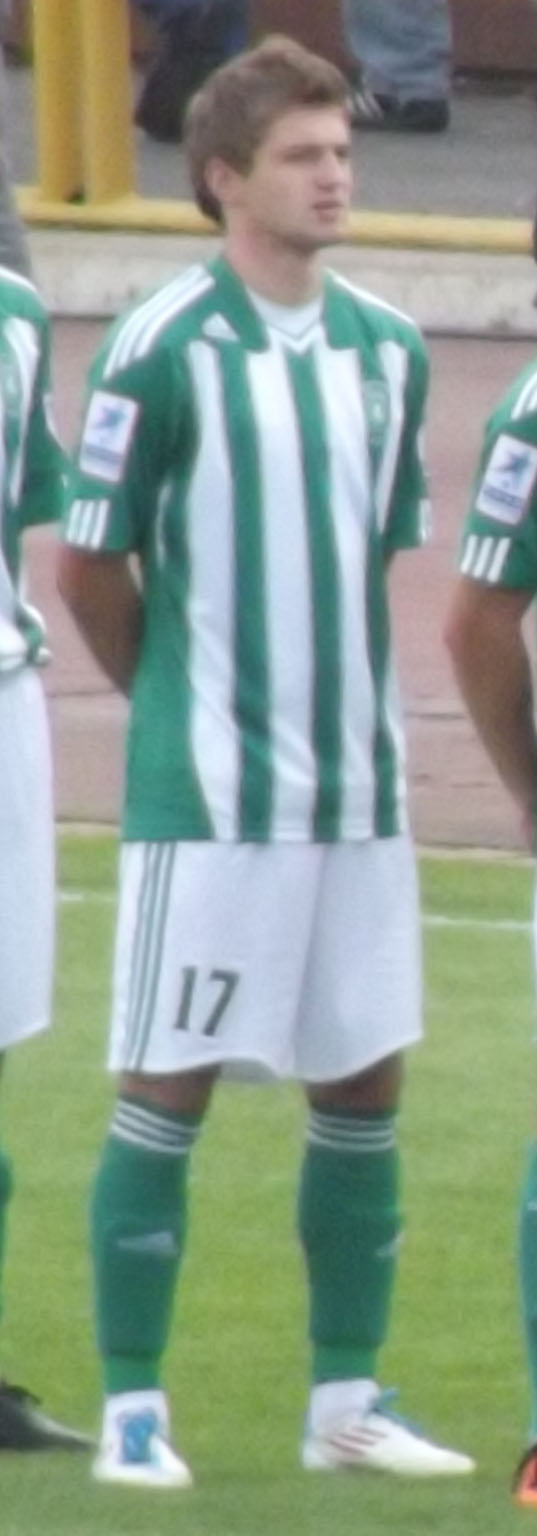
Голышев в «Томи»

После снятия «Москвы» с чемпионата России 2010 Голышев получил статус свободного агента и 16 марта 2010 года заключил контракт с московским «Спартаком». 7 мая дебютировал в матче с «Анжи» (3:0). 20 августа был отдан в полугодовую аренду в «Аланию», единственный матч провёл 22 сентября в Кубке России.
8 января 2011 года подписал контракт на 3,5 года с «Томью». Сам футболист так прокомментировал свой переход:
Когда я в «Спартак» переходил, то думал: вот оно, футбольное счастье… Но многое зависит от доверия тренера. Сначала Карпин говорил: «У тебя будет шанс, будешь играть». Но ни одного шанса я там не получил, поэтому быстро оттуда ушел. Не знаю почему — видимо, не попал в доверие к тренеру. Может быть, конкуренции не выдержал. В любом случае, я рад, что ушел в «Томь», и ни о чем не жалею. Что ни делается — всё к лучшему.
Дебют Голышева в новом клубе состоялся 20 марта в домашнем матче «Томи» с краснодарской «Кубанью» (0:1). Первый гол в команде забил в гостях «Спартаку-Нальчик» в 5-м туре чемпионата России 2011/12. Этот гол стал первым для томской команды в сезоне и помог одержать первую победу. 1 мая, в 7-м туре, в выездной игре забил два мяча в ворота «Амкара». Спустя две недели, в 9 туре вновь оформил дубль, что принесло команде ничью в выездном матче с «Краснодаром». В 10 туре забил победный гол в ворота «Зенита». Затем не забивал на протяжении 6 матчей. 23 июля в матче с «Кубанью» оформил третий дубль в сезоне и принёс «Томи» победу со счётом 3:1. Больше в 2011 году не забивал.
Зимой 2012 года Голышев покинул «Томь» на правах свободного агента из-за финансового кризиса в клубе, а 16 января подписал контракт с «Краснодаром». Весной 2012 года принял участие в 10 играх, в которых отметился двумя забитыми голами: в ворота «Ростова» и «Томи». В новом сезоне Голышев сыграл в одном матче за «Краснодар», а 6 сентября вернулся в «Томь», подписав контракт до 2015 года.
Первый матч после возвращения в Томск сыграл 10 сентября против «Енисея». 22 октября 2012 года забил свой первый гол после возвращения, поразив ворота белгородского «Салюта». Этим матчем Голышев начал серию из шести матчей, в которых он забивал голы. По итогам сезона 2012/13 вместе с командой вернулся в премьер-лигу. В сезоне 2013/14 был основным игроком команды, однако по итогам стыковых матчей «Томь» вновь опустилась в ФНЛ. В сезоне 2014/15 продолжил играть за «Томь» и отметился восемью забитыми голами в первенстве ФНЛ.
25 июня 2015 года стало известно, что Голышев подписал контракт на год с клубом «Тосно», однако уже спустя полгода в очередной раз вернулся в «Томь», подписав контракт на 1,5 года. Сыграл в 23 матчах первенства ФНЛ и забил четыре гола. Во второй части сезона 2015/16 сыграл в 13 матчах и забил один гол.
17 июня 2017 года стало известно, что Голышев подписал контракт с клубом «Крылья Советов». Дебютировал в составе самарцев 27 июля 2017 года в матче против «Томи». Проведя три матча, зимой 2017/18 расторг контракт по взаимному согласию и подписал контракт с клубом «Балтика».
До августа 2018 находился в статусе свободного агента, а 31 августа подписал контракт с ФК «Луч». 22 февраля 2019 года перешёл в «Нижний Новгород».
11 апреля 2021 года заявлен за любительский клуб «Росич» для участия в Чемпионате Москвы по футболу.

### В сборной
В состав молодёжной сборной России Голышев впервые был вызван в сентябре 2007 года на матч с Польшей. После этого регулярно вызывался в состав команды, но на поле выходил не часто, проведя лишь 3 игры.
10 августа 2011 года вызывался во вторую сборную России на товарищеский матч против молодёжной сборной России. Получил вызов и на второй товарищеский матч второй сборной против олимпийской сборной Белоруссии.

## Достижения

### Командные
«Москва»
- Финалист Кубка России: 2006/07

«Алания»
- Финалист Кубок России: 2010/11

«Томь»
- Вице-чемпион первенства ФНЛ: 2012/13
- Бронзовый призёр первенства ФНЛ: 2015/16

«Росич»
- Чемпион Москвы (ЛФК): 2021, 2022

### Личные
- Лучший бомбардир ФК «Томь» в сезоне 2011/12
- Лучший игрок ФК «Томь»: 2014/15

## Клубная статистика

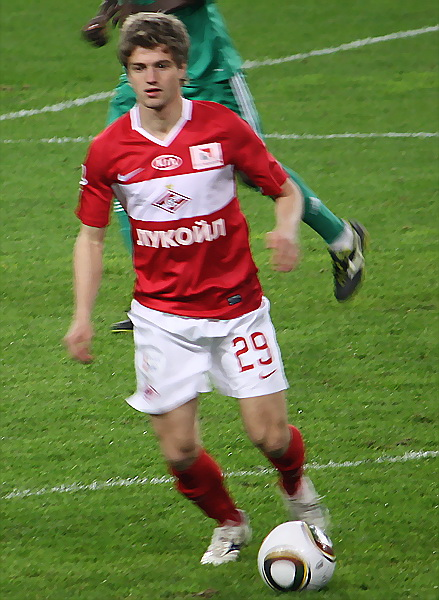
Голышев в своём единственном матче за московский «Спартак»

| Выступление      | Выступление      | Выступление      | Лига | Лига | Кубки | Кубки | Еврокубки | Еврокубки | Прочие | Прочие | Итого | Итого |
| Клуб             | Лига             | Сезон            | Игры | Голы | Игры  | Голы  | Игры      | Голы      | Игры   | Голы   | Игры  | Голы  |
| ---------------- | ---------------- | ---------------- | ---- | ---- | ----- | ----- | --------- | --------- | ------ | ------ | ----- | ----- |
| Москва           | Премьер-лига     | 2005             | 1    | 0    | 2     | 1     | 0         | 0         | 0      | 0      | 3     | 1     |
| Москва           | Премьер-лига     | 2006             | 0    | 0    | 1     | 0     | 1         | 0         | 0      | 0      | 2     | 0     |
| Москва           | Премьер-лига     | 2007             | 12   | 1    | 2     | 0     | 0         | 0         | 0      | 0      | 14    | 1     |
| Москва           | Премьер-лига     | 2008             | 5    | 0    | 0     | 0     | 0         | 0         | 0      | 0      | 5     | 0     |
| Москва           | Премьер-лига     | 2009             | 10   | 2    | 2     | 0     | 0         | 0         | 0      | 0      | 12    | 2     |
| Москва           | Итого            | Итого            | 28   | 3    | 7     | 1     | 1         | 0         | 0      | 0      | 36    | 4     |
| Спартак (Москва) | Премьер-лига     | 2010             | 1    | 0    | 0     | 0     | 0         | 0         | 0      | 0      | 1     | 0     |
| Спартак (Москва) | Итого            | Итого            | 1    | 0    | 0     | 0     | 0         | 0         | 0      | 0      | 1     | 0     |
| Алания           | Премьер-лига     | 2010             | 0    | 0    | 1     | 0     | 0         | 0         | 0      | 0      | 1     | 0     |
| Алания           | Итого            | Итого            | 0    | 0    | 1     | 0     | 0         | 0         | 0      | 0      | 1     | 0     |
| Краснодар        | Премьер-лига     | 2011/12          | 10   | 2    | 0     | 0     | 0         | 0         | 0      | 0      | 10    | 2     |
| Краснодар        | Премьер-лига     | 2012/13          | 1    | 0    | 0     | 0     | 0         | 0         | 0      | 0      | 1     | 0     |
| Краснодар        | Итого            | Итого            | 11   | 2    | 0     | 0     | 0         | 0         | 0      | 0      | 11    | 2     |
| Тосно            | ФНЛ              | 2015/16          | 23   | 4    | 3     | 0     | 0         | 0         | 0      | 0      | 26    | 4     |
| Тосно            | Итого            | Итого            | 23   | 4    | 3     | 0     | 0         | 0         | 0      | 0      | 26    | 4     |
| Томь             | Премьер-лига     | 2011/12          | 25   | 8    | 2     | 0     | 0         | 0         | 0      | 0      | 27    | 8     |
| Томь             | ФНЛ              | 2012/13          | 21   | 7    | 1     | 0     | 0         | 0         | 0      | 0      | 22    | 7     |
| Томь             | Премьер-лига     | 2013/14          | 24   | 1    | 2     | 0     | 0         | 0         | 2      | 1      | 28    | 2     |
| Томь             | ФНЛ              | 2014/15          | 32   | 8    | 1     | 1     | 0         | 0         | 2      | 0      | 35    | 9     |
| Томь             | ФНЛ              | 2015/16          | 13   | 1    | 0     | 0     | 0         | 0         | 0      | 0      | 13    | 1     |
| Томь             | Премьер-лига     | 2016/17          | 16   | 0    | 1     | 0     | 0         | 0         | 0      | 0      | 17    | 0     |
| Томь             | Итого            | Итого            | 132  | 25   | 7     | 1     | 0         | 0         | 4      | 1      | 143   | 27    |
| Крылья Советов   | ФНЛ              | 2017/18          | 2    | 0    | 1     | 0     | 0         | 0         | 0      | 0      | 3     | 0     |
| Крылья Советов   | Итого            | Итого            | 2    | 0    | 1     | 0     | 0         | 0         | 0      | 0      | 3     | 0     |
| Балтика          | ФНЛ              | 2017/18          | 8    | 0    | 0     | 0     | 0         | 0         | 0      | 0      | 8     | 0     |
| Балтика          | Итого            | Итого            | 8    | 0    | 0     | 0     | 0         | 0         | 0      | 0      | 8     | 0     |
| Луч              | ФНЛ              | 2018/19          | 9    | 0    | 0     | 0     | 0         | 0         | 0      | 0      | 9     | 0     |
| Луч              | Итого            | Итого            | 9    | 0    | 0     | 0     | 0         | 0         | 0      | 0      | 9     | 0     |
| Нижний Новгород  | ФНЛ              | 2018/19          | 7    | 1    | 0     | 0     | 0         | 0         | 2      | 0      | 9     | 1     |
| Нижний Новгород  | ФНЛ              | 2019/20          | 9    | 0    | 1     | 0     | 0         | 0         | 0      | 0      | 10    | 0     |
| Нижний Новгород  | Итого            | Итого            | 16   | 1    | 1     | 0     | 0         | 0         | 2      | 0      | 19    | 1     |
| Всего за карьеру | Всего за карьеру | Всего за карьеру | 229  | 35   | 20    | 2     | 1         | 0         | 6      | 1      | 256   | 38    |